# Fabrizio Bosso
Fabrizio Bosso (Torino, 5 novembre 1973) è un trombettista italiano.

## Biografia
Ottenuto a 15 anni il diploma in tromba al conservatorio Giuseppe Verdi di Torino, completa i suoi studi al St. Mary's College di Washington. Nel corso della sua carriera ha avuto numerose collaborazioni con artisti quali Stefano Di Battista, Frankie hi-nrg mc, Claudio Baglioni, Paolo Fresu, Aldo Romano, Flavio Boltro, Mario Biondi, Bruno Lauzi (nell'album Il manuale del piccolo esploratore del 2003), Sergio Cammariere, Bob Mintzer, Tullio De Piscopo, Paolo di Sabatino, Randy Brecker, Gianni Basso, Pietro Condorelli e molti altri artisti di livello internazionale. Più di una volta si è esibito in pubblico insieme alla cantante jazz Chiara Civello.
È costante la sua presenza all'Umbria Jazz Festival di Perugia. Nel 1999 viene votato come "Miglior Nuovo Talento" jazz italiano da un referendum istituito dalla nota rivista Musica jazz.
Nel 2003 partecipa al Festival di Sanremo 2003 con Sergio Cammariere portando il brano Tutto quello che un uomo.
Nel 2008 ha ricevuto una nomination e, in seguito, vinto l'Italian Jazz Awards - Luca Flores come Best Jazz Act. Partecipa inoltre al Festival di Sanremo 2008 con Sergio Cammariere.
Nel 2009 partecipa nuovamente al Festival di Sanremo come ospite della giovane promessa Simona Molinari.
Compare nella compilation Club Jazz Digs Lupin The Third (2010) con il brano Toward the Patrol Line e suona insieme al violinista Olen Cesari nell'album Unexpected.
Nel 2011 ha accompagnato Raphael Gualazzi nel brano Follia d'amore risultato vincitore della categoria Giovani del Festival di Sanremo 2011 e nel giugno 2011 incide insieme alla London Symphony Orchestra e Stefano Fonzi "Enchantment" un tributo alla musica di Nino Rota in occasione dei cento anni dalla nascita.
Nel 2012 suona nella canzone "Oramai" presente nel nuovo disco di Renato Zero "AMO - Capitolo 1" , suona inoltre nel disco di Ivana Spagna dal titolo Four, nella canzone Listen to your heart, e si è esibito con Nina Zilli sul palco del Festival di Sanremo 2012.
Dal 5 al 26 marzo 2012 partecipa alla trasmissione televisiva in onda nella prima serata del lunedì su Canale 5 dal titolo "Panariello non esiste".
Il 26 novembre 2012 esce "L'amore è una cosa semplice (Special Edition)" dove duetta con Tiziano Ferro nella traccia 6 "Per te (For You)".
L'11 dicembre 2013 esce il brano "Non dirmi mai di no", in cui Fabrizio duetta con la band bolognese Stil Novo. La protagonista del videoclip è Cristina del Basso, che interpreta una vittima di stalking
Il 22 ottobre 2013 viene pubblicato ConVoi il sedicesimo album di inediti di Claudio Baglioni nel quale Fabrizio Bosso suona la tromba in alcuni brani.
Nel mese di marzo 2017 torna a suonare per una canzone di Renato Zero, dal titolo "Mi trovi dentro te", contenuta nell'album Zerovskij uscito il 12 maggio; compare inoltre come guest nella trasmissione televisiva Gazebo condotto da Diego Bianchi e trasmesso da Rai3.
Partecipa nel maggio 2019 alla quinta edizione del festival Treviso Suona Jazz Festival, in un concerto serale al teatro delle voci di Treviso in trio insieme ad Alberto Marsico e Alessandro Minetto.
Nel 2019, riceve il Premio Ettore Montanaro come miglior musicista.
Il 1º settembre 2019 viene pubblicato "Tamba", il primo singolo del progetto funky-blues con Andrea Dessì & Massimo Tagliata dei Marea. Seguono "On Groovy" il 25 ottobre e "Big" il 29 marzo 2020.
Il 16 Giugno 2023 viene pubblicato “Ragazza a modo” il primo singolo della cantante Ida Altrove in collaborazione con Fabrizio Bosso, distribuito da Sony Music Italia.

## Discografia
- 2000 - Fast Flight, Red (Come Fabrizio Bosso quintet)
- 2002 - Italian Songs con Paolo di Sabatino
- 2004 - Rome After Midnight, Soundhills
- 2006 - Trumpet Legacy, Soundhills (con Flavio Boltro Quintet)
- 2007 - Angela: A.C. Jobim Project Chapter 3, Philology (con Riccardo Arrighini Trio)
- 2007 - Five Brothers: Remembering Chet & Jeru Chapter 1, Philology (con Gianni Basso)
- 2007 - Five Brothers: Remembering Chet & Jeru Chapter 2, Philology (con Gianni Basso)
- 2007 - Jazz at Villa Durio, Philology (live) (con Franco D'Andrea)
- 2007 - You've Changed, Blue Note Records, distribuito in Italia da EMI
- 2008 - Ancora...e altre canzoni, Caligola Records (live con Paolo di Sabatino)
- 2008 - Stunt, Parco della musica (con Antonello Salis)
- 2008 - Sol - Latin Mood, con Javier Girotto - EMI
- 2009 - Once I Loved, Philology (con Irio de Paula)
- 2009 - Two Generation, Philology (con il Gianni Basso Quintet)
- 2010 - Four For Jazz, Philology (con Irio De Paula, Massimo Moriconi e Massimo Manzi), Dreyfus Music - BMG
- 2010- Complete communion to Don Cherry (con Aldo Romano, Henri Texier e Geraldine Laurent)
- 2011 - Enchantment, Schema Records (con la London Symphony Orchestra e Stefano Fonzi)
- 2012 - The Jazz Convention-Sound Briefing, Puglia Sounds (con Gaetano Partipilo, Claudio Filippini, Giuseppe Bassi, Fabio Accardi)
- 2012 - Memorie di Adriano, Pro Music con Peppe Servillo, Rita Marcotulli, Javier Girotto, Furio Di Castri, Mattia Barbieri
- 2013 - Face To Face, Abeat Records (con Luciano Biondini)
- 2013 - Quattro + Quattro, Musica Jazz (con Claudio Filippini, Luca Mannutza, Rosario Bonaccorso, Luca Bulgarelli, Lorenzo Tucci)
- 2013 - Purple, Verve Records
- 2014 - "Tandem" (con Julian Oliver Mazzariello)
- 2015 - Duke
- 2016 - Non smetto di ascoltarti (con Julian Oliver Mazzariello e Fabio Concato)
- 2016 - Spiritual live (registrato alla Casa del Jazz di Roma il 14.03.2016)
- 2017 - State of the Art
- 2019 - Tandem Live at Umbria Jazz Winter (Live) (con Julian Oliver Mazzariello)
- 2020 - We wonder (con Julian Oliver Mazzariello, Jacopo Ferrazza e Nicola Angelucci)[6][7]